# Speerreiher
Der Speerreiher (Agamia agami) ist eine Vogelart aus der Familie der Reiher (Ardeidae) und der einzige Vertreter der Gattung Agamia.

## Merkmale
Der Speerreiher ist ein mittelgroßer Reiher mit einer Körperlänge von etwa 70 cm. Für einen Reiher hat er sehr kurze Beine, aber einen äußerst langen Schnabel. Diese Gestalt macht ihn unverwechselbar. Hals und Körper sind kastanienbraun, die Flügel grün gefärbt. Erwachsene Vögel haben schwarze bis dunkelbraune Federn am Kopf und auf der Rückseite des Halses. Am oberen Ende des Halses ragt eine lange, silbrig-weiße Feder heraus. Der Schnabel und die Beine sind gelblich.

## Vorkommen
Er ist ein Standvogel und kommt von Mittelamerika bis nach Brasilien und Peru vor. Er bewohnt wasserreiche Wälder und baumbestandene Sümpfe. Jedoch ist er in seinem Verbreitungsgebiet selten.

## Verhalten
Der Speerreiher brütet von Juni bis September in teilweise recht großen Kolonien, oft in Gesellschaft von Kahnschnäbeln. Sein Nest besteht aus Ästen und Zweigen und wird in wassernahen Bäumen erbaut. Das Weibchen legt gewöhnlich zwei Eier von bläulicher Farbe. Den Rest des Jahres verhält er sich jedoch scheu und einzelgängerisch. Er jagt in seichten Gewässern nach Fischen, aber er verschmäht auch Amphibien, kleine Reptilien und Mollusken nicht.